# Плани Бокса–Бенкена
У статистиці, плани Бокса–Бенкена — це експериментальні плани для методології поверхні відгуку, розроблені Джорджем Е. П. Боксом і Дональдом Бенкеном у 1960 році для виконання наступних умов:
- Кожен параметр, або незалежна змінна, отримує одне з трьох рівновіддалених значень, які зазвичай умовно позначаються як −1, 0, +1. (Для досягнення наступної цілі потрібні щонайменше три рівні.)
- План має відповідати квадратичній моделі, тобто такій, що містить квадратичні доданки, добутки двох множників, лінійні доданки та константу зсуву.
- Співвідношення кількості експериментальних точок до кількості коефіцієнтів у квадратичній моделі має бути розумним (насправді ця величина тримається в діапазоні від 1,5 до 2,6).
- Дисперсія оцінки повинна більш-менш залежати лише від відстані від центру (це досягається саме для планів з 4 і 7 факторами), і не повинна сильно змінюватися всередині найменшого (гіпер)куба, що містить експериментальні точки. (Див. "обертання" в " Порівняння конструкцій поверхні відгуку ". )

План Бокса-Бенкена все ще вважається більш фаховим і потужнішим, ніж інші плани, зокрема трирівневий повнофакторний план, центральний композитний дизайн (CCD) і дизайн Doehlert, незважаючи на те, що він погано охоплює кут нелінійного простору дизайну. 
Спершу було знайдено план із 7 факторів під час пошуку плану, який має бажану властивість щодо дисперсії оцінки. Вже потім подібні плани було знайдено для інших факторів.
Кожен план можна розглядати як комбінацію дворівневого (повного або часткового) факторного плану з неповним блоковим планом. У кожному блоці певна кількість факторів проходить через усі комбінації для факторного плану, тоді як інші фактори зберігаються на центральних значеннях. Наприклад, схема Бокса–Бенкена для 3 факторів включає три блоки, у кожному з яких 2 фактори змінюються за допомогою 4 можливих комбінацій високого та низького рівнів. Центральні точки (в яких усі фактори знаходяться у своїх центральних значеннях) також необхідно включити.
У цій таблиці m відображає кількість факторів, які змінюються в кожному з блоків.
В оригінальній статті плану для 8 факторів не було. Взявши 9-факторний дизайн, видаливши один стовпець і будь-які отримані в результаті повторювані рядки, ви отримаєте 81 прогін для 8 факторів, при цьому втрачаючи деяку «обертаність» (див. вище). Також були знайдені плани для інших факторів (принаймні до 21). Існує схема для 16 факторів, яка має лише 256 факторних експериментальних точок. Використання плану Плакетта–Берманса для побудови 16-факторного плану (див. нижче) потребує лише 221 точки.
Більшість цих планів можна розбити на групи (блоки), для кожної з яких модель матиме інший постійний член, коли блочні константи не будуть корельовані з іншими коефіцієнтами.

## Розширене використання
Ці схеми можуть бути доповнені позитивними та негативними «осьовими точками», як у центральних композитних схемах, але в цьому випадку для оцінки одновимірних кубічних та квартичних ефектів з довжиною α = min(2, (int(1.5 + K /4)) 1/2 ), для коефіцієнтів K, грубо для приблизної відстані початкових проектних точок від центру.
Плани Плакетта–Бермана можуть бути використані, замінюючи дробовий факторіал і неповні блокові плани, для побудови менших або більших Бокса–Бенкенса, у цьому випадку осьові точки довжиною α = (( K + 1)/2) 1/2 краще приблизно відповідають відстані оригінальних проектних точок від центру. Оскільки кожен стовпець базової конструкції має 50% нулів і 25% +1 і −1 кожен, помноживши кожен стовпець, j, на σ ( X j )·2 1/2 і додавши μ ( X j ) перед експериментом, під гіпотеза загальної лінійної моделі створює «зразок» вихідного сигналу Y з правильними першим і другим моментами Y .